# Thomas Pride

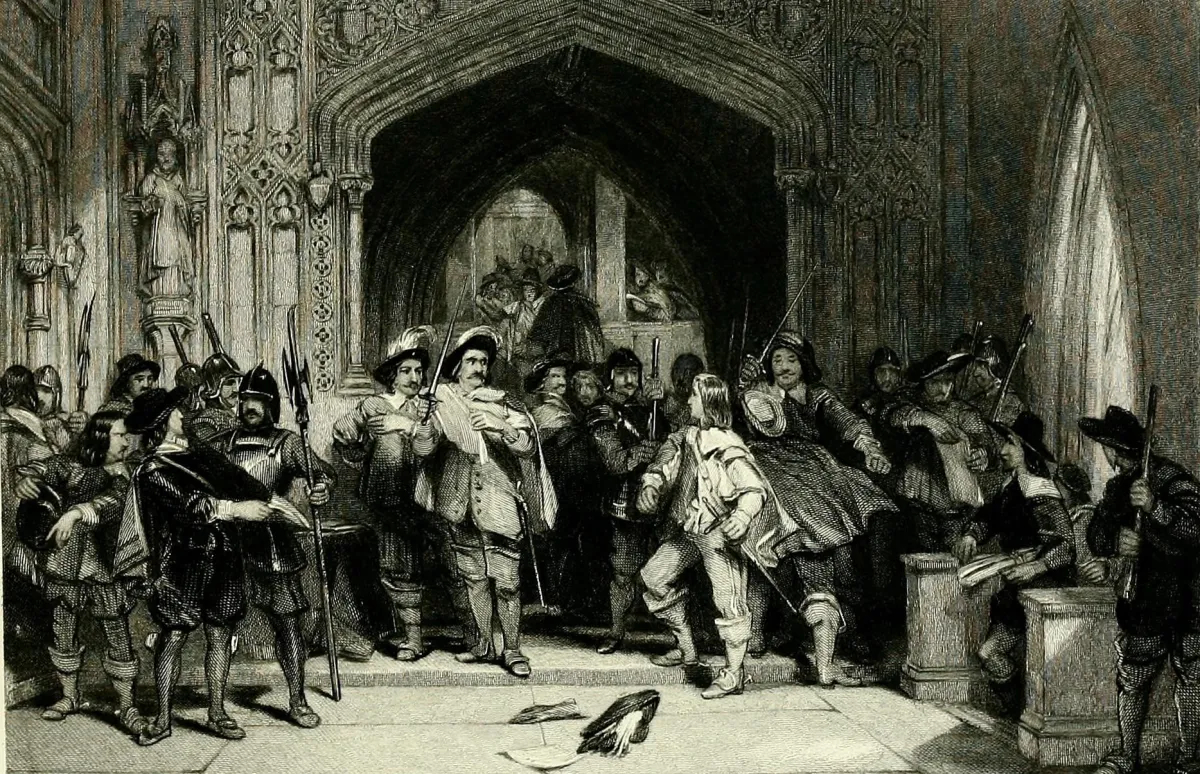
O coronel Pride barra parlamentares presbiterianos no Expurgo de Pride.

O coronel Thomas Pride (c. 1606-8 — 1658) foi um militar inglês, comandante das tropas do Parlamento durante as Guerras Civis inglesas de meados do século XVII. Tornou-se notório por realizar o Expurgo de Pride, evento que abriu caminho para o regicídio de Carlos I.

## Vida antes do Exército
O período da vida de Pride antes de sua entrada no exército é obscuro. Seu nascimento ocorreu provavelmente em Somerset, mas a data é desconhecida.

## Carreira militar
Durante a Primeira Guerra Civil Inglesa (1642-1646), que opôs as tropas leais ao rei Carlos I e as forças ordenadas pelo Parlamento, ele serviu nestas últimas como capitão, sob o comando de Robert Devereux, 3º Conde de Essex. Em 1645, no Exército Novo do Parlamento (o New Model Army), foi promovido ao posto de tenente-coronel e comandou um regimento na Batalha de Naseby, uma vitória crucial das forças parlamentares. Depois disso, serviu com Oliver Cromwell combatendo rebeldes realistas no País de Gales.
Em agosto de 1648, já no âmbito da Segunda Guerra Civil Inglesa, ainda servindo sob Cromwell, participou com destaque da Batalha de Preston, Lancashire, na qual os invasores escoceses foram derrotados.
Após sufocar os levantes da Segunda Guerra Civil, o Novo Exército ocupou Londres em dezembro de 1648. Resolvidos a tirar definitivamente Carlos I da cena política, os comandantes militares decidiram afastar do Parlamento a minoria realista, em geral composta por anglicanos, e um grande número de presbiterianos, os quais assumiam uma posição moderada em relação à manutenção do rei, ainda que submisso ao Parlamento. Thomas Pride foi encarregado da tarefa. Dirigindo-se ao palácio do Parlamento, ele prendeu ou expulsou mais da metade dos 460 membros da Casa dos Comuns e um punhado de Lordes. O episódio, conhecido como Expurgo de Pride, resultou num Parlamento bastante reduzido (o Rump Parliament) e é reconhecido por historiadores como um verdadeiro golpe militar.
Em janeiro de 1649 Pride se tornou um membro da comissão que julgou Carlos I por alta traição. Ele foi um dos signatários do mandado para a execução do rei (que ocorreu em 30 de janeiro de 1649).
Pride foi feito Cavaleiro por Cromwell em 1656.